# Ludowa Izba Reprezentantów
Ludowa Izba Reprezentantów (indonez. Dewan Perwakilan Rakyat, DPR) – izba niższa parlamentu indonezyjskiego. Wraz z Regionalną Radą Reprezentantów tworzy Ludowe Zgromadzenie Doradcze. Liczbę członków izby określa ustawa (nr. 10 z 2008 roku) i wynosi 560 deputowanych. Kadencja trwa 5 lat.

## Uprawnienia
Uprawnienia izby określa art. 20A ust. 1 Konstytucji Republiki Indonezji i stanowi, że Ludowa Izba Reprezentantów sprawuje funkcję ustawodawczą, kontrolną i budżetową. Prawo inicjatywy ustawodawczej posiada grupa złożona z co najmniej 13 członków izby, utworzona w jej obrębie komisja, Komitet Specjalny oraz Komitet Ustawodawczy. Funkcja kontrolna Ludowej Izby Reprezentantów sprowadza się do określonych, niezwłocznych elementów kontroli. Istotną rolę w odgrywają Komitet Konsultacyjny, Komitet Specjalny oraz komisje. Poszczególni członkowie izby niższej posiadają prawo do interpelacji, wyrażenia opinii na forum parlamentu oraz przeprowadzenia śledztwa. Prawo do wystąpienia z interpelacją przysługuje grupie nie mniejszej niż 13 deputowanych i może jedynie dotyczyć ważnych i strategicznych spraw z punktu widzenia społeczeństwa lub państwa. Prawo żądania przeprowadzenia śledztwa posiada grupa co najmniej 10 członków izby, zaś samo śledztwo może jedynie dotyczyć istotnych spraw publicznych. Prawo do wyrażenia opinii, przystępuje grupie co najmniej 13 posłów. Opinia może dotyczyć takich spraw jak: bieżąca polityka państwa, istotnego wydarzenia z kraju lub z zagranicy, wszczętego śledztwa, sporządzonej wcześniej interpelacji lub opinii oraz przestępstw dokonanych przez urzędującego prezydenta Indonezji.

## Tryb funkcjonowania
Tryb funkcjonowania Ludowej Izby Reprezentantów (podobnie jak Regionalnej rady Reprezentantów) opiera się na systemie sesji parlamentarnych. Trwająca pięć lat kadencja izby, dzieli się na pięć „lat sesyjnych”, które obejmują okres sesji parlamentarnej w której członkowie izby wykonują swoje obowiązki parlamentarne oraz okres międzysesyjny, w którym członkowie izby wykonują obowiązki poza siedzibą parlamentu indonezyjskiego.

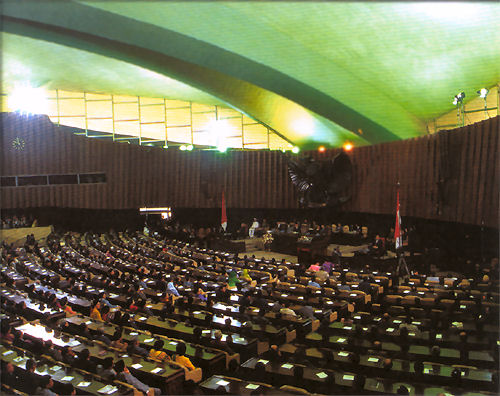
Ludowa Izba Reprezentantów podczas sesji

## Mandat członków izby
Mandat członków Ludowej Izby Reprezentantów oraz Regionalnej Rady Reprezentantów jest mandatem imperatywnym. Członkowie obu izb mogą być odwołani ze stanowiska na podstawie i w granicach prawa. Mandat członka izby trwa od momentu złożenia uroczystego ślubowania do dnia złożenia ślubowania przez parlamentarzystów kolejnej kadencji. Członek Ludowej Izby Reprezentantów (podobnie jak członkowie drugiej izby parlamentu) mogą być odwołaniu w pięciu następujących przypadkach:
- ciągłego niewykonywania obowiązków wchodzących w zakres sprawowania mandatu lub przeszkód kategorycznie uniemożliwiających dalsze pełnienie obowiązków;
- utraty prawa wyborczego;
- złamania przysięgi;
- naruszenia zasady niepołączalności stanowisk;
  - inne stanowisko w administracji rządowej
  - funkcja sędziego
  - służba cywilna
  - żołnierz sił zbrojnych
  - pracownik państwowego przedsiębiorstwa finansowego
  - inne zawody które godziłyby w autorytet i uniemożliwiały sprawowanie mandatu
- uznania winnym popełnienia przestępstwa zagrożonego karą co najmniej 5 lat więzienia.

## Struktura Ludowej Izby Reprezentantów
Struktura izby jest rozbudowana i odpowiada zasadzie kierownictwa kolegialnego. Machina tej zasady opiera się na tworzeniu bezstronnych organów kolegialnych które powinny uwzględniać propozycje wszelkich ugrupowań politycznych oraz bezpartyjnych parlamentarzystów zasiadających w izbie. Do organów izby należą:
- Prezydium Ludowej Izby Reprezentantów;
- Komitet Konsultacyjny (w praktyce najbardziej istotny organ, decydujący o kierunku działalności izby);
- Komitet Ustawodawczy;
- Komitet Spraw Wewnętrznych;
- Komitet Budżetowy;
- Komitet Etyczny;
- Komitet Międzyparlamentarny;
- Komitet Specjalny.

Przedstawiciele partii politycznych formułują grupy parlamentarne, które może utworzyć grupa co najmniej 13 parlamentarzystów. Każdy z deputowanych musi przynależeć do odpowiedniej grupy parlamentarnej.